# Lichenohendersonia squamarinae
Lichenohendersonia squamarinae är en svampart som beskrevs av Vicent Calatayud och Javier Etayo 2001. Lichenohendersonia squamarinae ingår i släktet Lichenohendersonia, divisionen sporsäcksvampar och riket svampar.   Inga underarter finns listade i Catalogue of Life.